# Гильдебрандт, Готлиб Христианович
Готлиб (Боголюбим) Христианович Гильдебрандт (нем. Gottlieb Hildebrandt; ? — 1810-е) — химик, специалист по прикладной химии и фармакологии, профессор Московского университета, статский советник.

## Биография
Поступил на службу в 1754 году Был публичным демонстратором аптекарского искусства (химических и фармацевтических наук) при Московском университете (1782—1796): демонстрировал студентам лекарства, составленные «из трех царств природы, объяснял их знаки и доброту», говорил также откуда то или другое лекарство привозится и за какую цену оно покупается и продается, показывал состав сложных лекарств, какие делаются у него в аптеке по принятым в аптеках наставлениям и говорил о простых лекарствах, каковые прописывались тогдашними медиками. Чин надворного советника получил 27 ноября 1786 года. 
Занимал в Московском университете при директоре И. П. Тургеневе пост вице-директора и в этой должности прослужил до 1803 года, получив очередной чин коллежского советника. Место демонстратора аптекарского искусства в Московском университете вместо него занял И. Биндгейм.
Оставил службу с чином статского советника. 
Умер в Москве между 1810 и 1820 гг. 
В 1798 году был издан в Петербурге его труд: «Полезное изобретение о легком и дешевом способе привести российские подошвенные кожи в лучшую против аглинских прочность, к непроходимости воды, ко укреплению вервы и к сохранению оной от гнилости». Особой комиссией этот способ улучшения кожи был признан полезным.